# Ruth Hussey
Ruth Hussey (Ruth Carol Hussey: 30 de octubre de 1911-19 de abril de 2005) fue una actriz estadounidense conocida principalmente por su actuación como la fotógrafa Elizabeth Imbrie en la película Historias de Filadelfia, por la que fue candidata al Oscar en la categoría de mejor actriz de reparto.
Hussey nació en Providence, Rhode Island en 1911. Quedó huérfana de padre a los seis años de edad, al fallecer este por la gripe española.
Estudió arte dramático en la Universidad de Míchigan. Trabajó en la radio de Providence, fue modelo en Nueva York.
Actuando en una compañía de teatro llega en 1937 a Los Ángeles donde consigue un contrato con MGM. Ese mismo año hace su debut en el cine. La mayor parte de películas que realizó fueron de serie B, siendo especialista en papeles de mujer sofisticada.
En 1940 realiza el papel que le valdría su candidatura a los Oscar: la fotógrafa Elizabeth Imbrie en Historias de Filadelfia, compartiendo cartel con James Stewart, Cary Grant y Katharine Hepburn.

## Premios y distinciones
Premios Óscar
| Año  | Categoría               | Película                | Resultado |
| ---- | ----------------------- | ----------------------- | --------- |
| 1941 | Mejor actriz de reparto | Historias de Filadelfia | Nominada  |